# Ключик Семен Леонідович
Семе́н Леоні́дович Клю́чик (нар. 23 грудня 1997, Запоріжжя, Україна) — український футболіст, захисник і капітан клубу Академія футболу СК «Київ».

## Біографія
Вихованець ДЮСШ запорізького «Металурга», де його першим тренером був Д. А. Висоцький. Із 2010 по 2014 рік провів 70 матчів і забив 7 м'ячів у чемпіонаті ДЮФЛУ.
27 серпня 2014 року дебютував за юнацьку (U-19) команду «Металурга» у виїзній грі проти дніпропетровського «Дніпра», а за молодіжну (U-21) команду вперше зіграв 29 травня 2015 року у виїзному поєдинку проти київського «Динамо».
29 листопада 2015 дебютував в основному складі «Металурга» у виїзному матчі Прем'єр-ліги проти луцької «Волині», вийшовши на заміну замість Олександра Каплієнка на 79-й хвилині зустрічі, а вже 4 грудня в домашньому (але проводився в Києві) поєдинку чемпіонату проти київського «Динамо» вперше вийшов у стартовому складі і провів на полі всю гру. Під час зимової перерви сезону 2015/16 покинув «Металург» у зв'язку з процесом ліквідації клубу. Усього за час виступів у складі запорізької команди провів 2 матчі в чемпіонаті, 10 зустрічей у молодіжній першості й 18 поєдинків (у яких забив 1 гол) у юнацькому турнірі.
У січні 2016 року побував на перегляді в київському «Динамо-2», а 6 лютого стало відомо, що Семену перегляд продовжили.
3 березня 2016 року було офіційно оголошено про підписання Ключиком контракту з одеським «Чорноморцем». 27 березня того ж року дебютував за юнацьку (U-19) команду «моряків» у домашньому матчі проти ужгородської «Говерли», а 2 квітня вперше зіграв за молодіжний (U-21) склад у виїзному поєдинку проти луцької «Волині». 15 грудня 2016 року Семен залишив «чорно-синіх».

## Статистика
Станом на 10 вересня 2016
| Клуб                 | Ліга         | Сезон   | Чемпіонат | Чемпіонат | Кубок | Кубок | Дубль | Дубль |
| Клуб                 | Ліга         | Сезон   | Ігри      | Голи      | Ігри  | Голи  | Ігри  | Голи  |
| -------------------- | ------------ | ------- | --------- | --------- | ----- | ----- | ----- | ----- |
| Металург (Запоріжжя) | Прем'єр-ліга | 2014/15 |           |           |       |       | 1     | 0     |
| Металург (Запоріжжя) | Прем'єр-ліга | 2015/16 | 2         | 0         |       |       | 9     | 0     |
| Чорноморець (Одеса)  | Прем'єр-ліга | 2015/16 |           |           |       |       | 4     | 1     |
| Чорноморець (Одеса)  | Прем'єр-ліга | 2016/17 |           |           |       |       | 2     | 0     |

## Сім'я
Батько Семена Леонід і старший брат Сергій колишні футболісти, а племінники Андрій і Євген випускники ДЮСШ «Металурга».